# Carl Knutsson (1878–1956)
Carl Konstatin Knutsson (i riksdagen kallad Knutsson i Linköping), född 21 maj 1878 i Norra Mellby församling, död 30 november 1956 i Kungsholms församling, var en järnvägstjänsteman. 
Han var en politiker och ledamot av riksdagens andra kammare 1922–1924. Carl Knutsson gravsattes i Gustav Vasa kyrkas kolumbarium vid Odenplan i Stockholm.